# Aroldo Soffritti
Aroldo Soffritti (Bondeno, 5 aprile 1913 – Milano, 18 febbraio 1977) è stato un militare e aviatore italiano, Asso pluridecorato della Regia Aeronautica partecipò alla seconda guerra mondiale combattendo in Africa Orientale Italiana. Conseguì 8 vittorie aeree individuali e 5 probabili, contribuendo alla distruzione di 11 velivoli al suolo.

## Biografia
Nacque a Bondeno, provincia di Ferrara, il 5 aprile 1913, e dopo aver frequentato il Corso di Allievo sottufficiale pilota della Regia Aeronautica, conseguì il brevetto di pilota militare nel 1934. Prestò servizio in Libia e poi nelle file del 4º Stormo Caccia Terrestre basato sull'Aeroporto di Gorizia-Merna. Dopo essersi congedato partì per l'Africa Orientale Italiana iniziando l'attività di agricoltore insieme ad un amico. Con l'entrata in guerra del Regno d'Italia, il 10 giugno 1940 fu richiamato in servizio nelle file dell'Aeronautica dell'A.O.I. Inizialmente assegnato alla specialità bombardamento, ben presto fu mandato presso la 412ª Squadriglia Autonoma Caccia Terrestre equipaggiata con i biplani da caccia Fiat C.R.42 Falco. Si trattava di una unità di "élite" al comando del capitano Antonio Raffi, che vedeva tra le sue file i futuri assi Mario Visintini, Luigi Baron, e Carlo Canella. Conseguì la sua prima vittoria il 2 gennaio 1941 a spese di un ricognitore Westland Lysander del No. 237 Squadron, abbattuto nei pressi di Tole.
Durante le operazioni aeree eseguite nel corso della battaglia di Cheren abbatté un caccia Hawker Hurricane del No. 1 Squadron della South African Air Force il 19 marzo e un bombardiere Bristol Blenheim il giorno 25.
Il 26 aprile 1941, con la caduta di Dessiè in mano alle truppe sudafricane, venne fatto prigioniero insieme ad altri 10.000 uomini, tra cui 6.000 italiani La caduta della città segnò il termine delle operazioni nell'est dell'A.O.I. A quell'epoca era accreditato di 8 vittorie confermate, 5 probabili, e 11 velivoli distrutti al suolo, decorato con due Medaglie d'argento al valor militare.  Trasferito come prigioniero di guerra in India, ritornò in patria nel 1946. Si spense a Milano il 18 febbraio 1977, dove riposa nella tomba familiare al Cimitero Maggiore.

### Annotazioni
1. ↑  Successivamente insignito della Medaglia d'oro al valor militare alla memoria, e Asso degli assi dell'aviazione dell'Africa Orientale Italiana con 17 vittorie.
2. ↑  Secondo migliore cacciatore con 12 vittorie all'attivo.
3. ↑  In mano ai sudafricani caddero anche 52 cannoni, 236 mitragliatrici e 240 camion.
4. ↑  Tutte conseguite tra il 2 febbraio e il 4 aprile 1941.

### Fonti
1. 1 2 3 4 5 6 7 8  Gustavsson, Slongo 2013, p. 62.
2. ↑  Sgarlato 2012, p. 25.
3. 1 2 3  Apostolo, Massimello 2000, p. 48.
4. ↑  Sgarlato 2012, p. 41.
5. ↑  Sgarlato 2012, p. 42.